# ویچووو
ویچووو (به بلغاری: Vichovo) یک منطقهٔ مسکونی در بلغارستان است که در شهرستان جنرال توشوو واقع شده‌است.